# Богарт, Алиса Юрьевна
Али́са Ю́рьевна Бо́гарт (урождённая А́нна Богачёва; псевдоним — Богарт) (род. 23 июля 1971, Ленинград, РСФСР, СССР) — российская актриса театра и кино.

## Биография
Родилась 23 июля 1971 года в Ленинграде (ныне — Санкт-Петербург), в семье служащих.
На выбор её будущей профессии повлиял родной дядя — Народный артист РСФСР Геннадий Богачёв (1945—2023), который жил в одной коммунальной квартире с её семьёй.
В 1993 году окончила актёрский факультет ГИТИС — РАТИ (творческая мастерская профессора Сергея Колосова и народной артистки СССР Людмилы Касаткиной). После обучения была принята в труппу Центрального академического театра Российской армии (ЦАТРА), однако, сыграв ряд значительных ролей, покинула театр и начала свою карьеру в кинематографе. В 2005 году вновь вернулась в ЦАТРА, где служит по настоящее время.
С 1992 года, параллельно работе в театре, актриса снимается в кино. Получила известность после выхода на экраны телесериалов «Каменская» (1999), «Марш Турецкого» (2000), «Закон и порядок: Отдел оперативных расследований» (2007—2011).
В 1995 году стала лауреатом театральной премии имени К. С. Станиславского за роль Корали в спектакле «Загнанная лошадь» по пьесе «Когда лошадь теряет сознание» («Le Cheval évanoui») Франсуазы Саган режиссёра Николая Пинигина на сцене Центрального академического театра Российской армии (ЦАТРА).
В 2002 году награждена профессиональной премией «Созвездие» Гильдии актёров кино России в номинации «За лучшую женскую роль» (Нина) в российско-французском художественном фильме режиссёра Игоря Минаева «Лунные поляны». За эту же роль в этом же году удостоилась приза за лучшую женскую роль на XI открытом фестивале кино стран СНГ и Балтии «Киношок».

### Личная жизнь
До третьего, незарегистрированного, брака дважды была замужем официально.
- Незарегистрированный брак — Дмитрий, осветитель в кинематографе. Алиса и Дмитрий встретились в 2002 году на съёмках телесериала «Порода», после чего сразу решили быть вместе, в свободных отношениях[1]. У пары — трое детей[6]:
  - Сын — Матвей (род. 2003)[1].
  - Дочь — Серафима (род. 2005)[1].
  - Сын — Степан (род. 2013)[7]

### Увлечения
Увлекается лёгкой атлетикой, танцами и фехтованием.

## Творчество

### Роли в театре

#### Центральный академический театр Российской армии (ЦАТРА)
- 1993 — «Идиот», спектакль по одноимённому роману Ф. М. Достоевского — Аглая Ивановна Епанчина.
- 1995 — «Загнанная лошадь», спектакль по пьесе «Когда лошадь теряет сознание»[фр.] («Le Cheval évanoui») Франсуазы Саган (режиссёр — Николай Пинигин) — Корали[9][10].
- 1996 — «Удивительный волшебник страны Оз», мюзикл для детей и взрослых по одноимённой сказке Лаймена Фрэнка Баума (режиссёр-постановщик — Андрей Бадулин[11]) — Злая волшебница Запада[12].
- 1996 — «Дон Жуан», спектакль по одноимённой драматической поэме А. К. Толстого (режиссёр-постановщик — Виктор Шамиров) — Донна Анна[13].
- 1999 — «Изобретательная влюблённая», музыкальная комедия по одноимённой пьесе Лопе де Вега (режиссёр-постановщик — Андрей Бадулин) — Герарда, дама[14].
- 2006 (по настоящее время) — «Гамлет», спектакль по одноимённой трагедии Уильяма Шекспира (режиссёр-постановщик — Борис Морозов) — Гертруда, королева датская, мать Гамлета[15].
- 2009 (по настоящее время) — «Одноклассники», спектакль по одноимённой пьесе Юрия Полякова (режиссёр-постановщик — Борис Морозов) — Светлана Погожева[16].
- 2012 (по настоящее время) — «Саня, Ваня, с ними Римас», спектакль по одноимённой пьесе Владимира Гуркина (режиссёр-постановщик — Андрей Бадулин) — Софья[17].
- 2013 (по настоящее время) — «Царь Фёдор Иоаннович», спектакль по одноимённой пьесе А. К. Толстого (режиссёр-постановщик — Борис Морозов) — царица Ирина Фёдоровна[18].
- 2017 — «Дамы и гусары», спектакль по одноимённой пьесе Александра Фредро (режиссёр-постановщик — Валентин Варецкий) — госпожа Дындальская[19].

### Фильмография
- 1993 — Последняя суббота
- 1994 — Лимита
- 1995 — Золотое дно — фельдшер, любовница Гарри
- 1995 — Орёл и решка — стюардесса (в титрах — Анна Богачёва)
- 1996 — Барханов и его телохранитель
- 1999 — Каменская 1 (фильм № 1 «Стечение обстоятельств») — Ирина Сергеевна Филатова
- 1999 — Судья в ловушке — Изабелла
- 2000 — Южный декамерон
- 2000 — Ростов-папа (серия «Новый Дон Кихот») — Оксана Немигайло
- 2000 — Марш Турецкого 1 (фильм № 9 «Грязные игры») — Ада Старевич, жена председателя Федерации хоккея России Валентина Старевича
- 2002 — Лунные поляны — Нина, сестра Андрея
- 2001—2002 — Мужская работа — Амина, помощница Аль-Саида
- 2002 — Закон — Нина, жена Крохмаля
- 2003 — Порода — Анна Сотникова, студентка исторического факультета университета
- 2003 — Кобра. Антитеррор (серия № 4 «Обратный отсчёт») —  Ярослава Львовна Каратаева
- 2005 — Дети Ванюхина — Ирина Клаус
- 2005 — Запасной инстинкт — Инна Эдуардовна, подруга Полины
- 2005 — Заказ
- 2006 — Маршрут — Анастасия, жена Тембота
- 2007—2011 — Закон и порядок: Отдел оперативных расследований (1-4 сезоны) — Ольга Боброва, следователь отдела оперативных расследований, майор милиции
- 2008 — Поцелуй не для прессы — Нина, подруга Татьяны
- 2008 — Взрослая жизнь Полины Субботиной — мать Насти
- 2010 — Небо в огне — Зинаида Михайловна Шарова, капитан авиации
- 2010 — Тухачевский. Заговор маршала — Александра Коллонтай
- 2012 — Степные дети — Анна Красноруцкая, жена атамана
- 2012 — Без следа — Даша, бывшая жена Нефёдова
- 2013 — Цена жизни — Полина Митрохина
- 2019 — Мамы чемпионов — Рита, мама Сони, сестра Руслана Загорского